# Shizo Kanakuri
Shizo Kanakuri (in giapponese 金栗 四三 Kanaguri Shisō; anche Shizō Kanakuri o Shizo Kanaguri; Tamana, 20 agosto 1891 – Tamana, 13 novembre 1983) è stato un maratoneta giapponese, considerato il padre della maratona giapponese. Fu uno dei primi corridori su pista e su strada di valore internazionale del suo Paese.

## Biografia
Il suo nome è legato a un clamoroso episodio avvenuto durante lo svolgimento della  Maratona (corsa sulla distanza di 40,200 km e non su quella successivamente adottata di 42,195 km) delle Olimpiadi del 1912 in Svezia, a Stoccolma (Shizo Kanakuri fu uno dei due atleti giapponesi a prendere parte a quella edizione delle Olimpiadi).
La sua avventura olimpica fu resa possibile grazie ad una raccolta di fondi organizzata dalla Scuola Normale Superiore di Tokyo (Tōkyō Kōtō Shihan Gakkō), antenata dell'attuale Università di Tsukuba, presso la quale il giovane studiava: alla fine della "colletta", a cui parteciparono facoltà, studenti, laureati, professori e lo stesso preside Kanō Jigorō (il fondatore del Jūdō) venne raccolta la considerevole somma di oltre 2000 yen dell'epoca (attualizzabili a circa 25 milioni di yen, qualcosa come più di 154.000 euro).
Buona parte della somma servì per pagare il viaggio: Kanakuri partì il 16 maggio in treno da Shinbashi per Tsuruga; da qui si imbarcò per Vladivostok, dove prese la Transiberiana per Mosca; dopo 18 giorni di viaggio, il 2 giugno, arrivò a Stoccolma.
La gara si svolse il 14 luglio in condizioni meteorologiche particolarmente difficili per l'elevata temperatura (32 °C) e per l'assenza, come d'uso per il rigido regolamento dell'epoca, di ristori durante la corsa (tutte novità adottate dopo lo scandalo del maratoneta italiano Dorando Pietri, che in una gara della precedente Olimpiade fu aiutato dagli stessi giudici di gara a raggiungere stremato il traguardo); il portoghese Francisco Lázaro perse addirittura la vita a causa della disidratazione.
Shizo Kanakuri riuscì a mantenere un buon ritmo di gara (era accreditato della migliore prestazione mondiale dell'epoca: 2h:32m:45s – la gara fu vinta con un tempo di oltre quattro minuti superiore) posizionandosi alla testa della corsa accanto al sudafricano McArthur (il vincitore finale della Maratona, poi accusato dal suo connazionale Gitsham di aver violato il patto di attenderlo mentre si dissetava).
Al 30º km circa, ancora in buona posizione, Shizo Kanakuri si fermò per bere (secondo alcune fonti un bicchiere di succo di lampone, altre indicano di arancia) offertogli da uno spettatore che osservava la gara dal proprio giardino, nei pressi del paese di Sollentuna. Il caldo e la spossatezza lo indussero ad accettare l'invito di riposarsi per qualche minuto al fresco all'interno della casa.
La sosta gli fu fatale: sedutosi su una poltrona si addormentò profondamente. Al suo risveglio la gara era finita da molte ore e la polizia, allertata dai giudici di gara, lo cercò lungo tutto il percorso. Alla fine fu dichiarato scomparso, e in Svezia non si ebbero più sue notizie, tanto che fu creduto morto e a causa di ciò iniziarono a diffondersi varie leggende metropolitane riguardanti il fantasma dell'omonimo atleta.
Inoltre, la sua reazione emotiva fu così acuta che decise di ritornare in Giappone senza avvertire nemmeno i giudici. 
Dopo la prima guerra mondiale Kanakuri gareggiò nella maratona dei giochi olimpici di Anversa 1920, ottenendo il 16º posto e a quella di Parigi 1924 dove non riuscì a terminare la gara.

## Il ritorno in Svezia
Quel che è certo è che il suo nome rimase proverbiale in Svezia e nel 1962 un giornalista della televisione svedese fu inviato in Giappone per scoprire che fine avesse fatto e qui lo rintracciò: insegnava geografia in una scuola della sua città natale di Tamana.
Nel 1967 in occasione del 55º anniversario dei Giochi olimpici venne invitato a Stoccolma per concludere la sua Maratona. Il settantaseienne atleta riprese a correre da dove, oltre mezzo secolo prima, si era addormentato e tagliò infine il traguardo fermando il cronometro sul tempo irripetibile di 54 anni, 8 mesi, 6 giorni, 5 ore, 32 minuti, 20 secondi e 3 decimi.

## Palmarès
Ha partecipato a tre edizioni dei Giochi Olimpici:
- Stoccolma 1912: - non terminata
- Anversa 1920: 2:48:45.4 	16º posto
- Parigi 1924: non terminata